# 인공번식

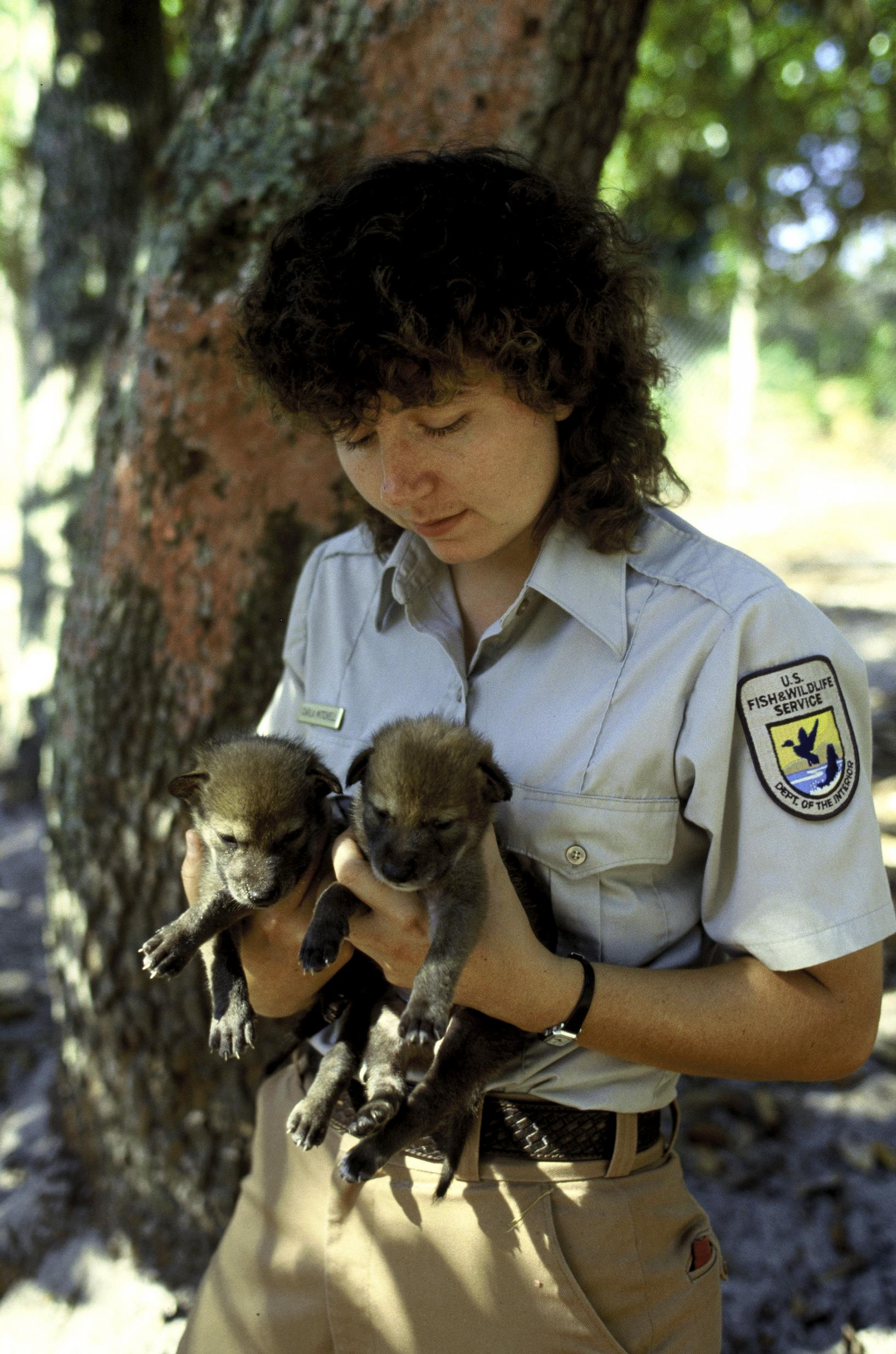
붉은늑대의 인공번식을 맡은 미국 어류 및 야생동물관리국 직원

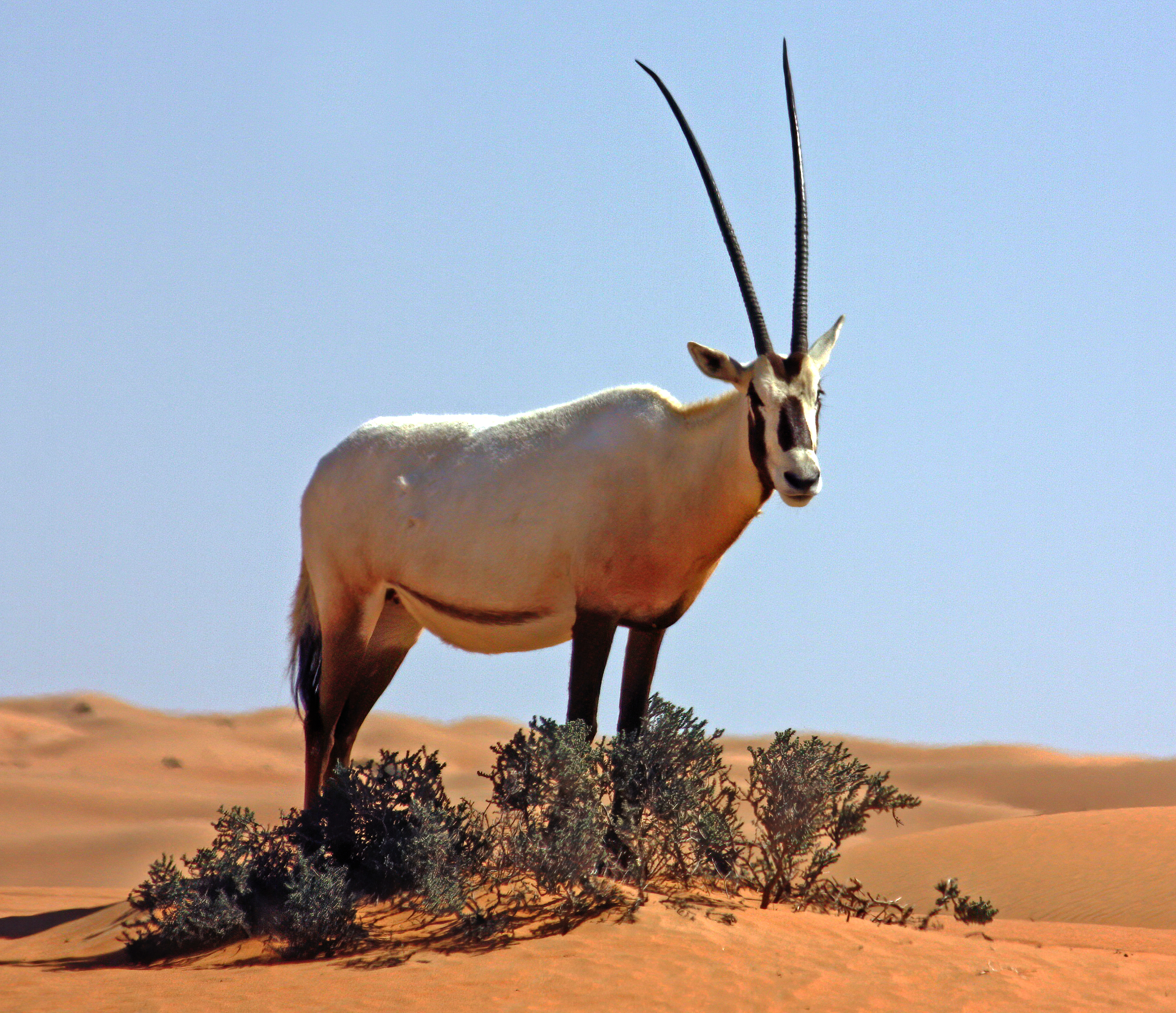
인공번식 프로그램으로 개체 수를 회복한 대표종 아라비아영양

인공번식(人工繁殖, 영어: Captive breeding)은 통제 환경에서 생물들을 번식시키는 것으로 현상을 유지하는 일련의 과정으로, 대개 동물원·식물원·각국 연구기관 등이 협력하여 이루어진다. 서식지의 파괴·환경 오염·남획·돌림병 등의 까닭으로 자연 상태 그대로로는 개체 수를 유지하기 어려운 생물들을 번식시켜 인위적으로 개체 수를 늘리기 위하여 이루어지기도 한다.